# 高通量基因克隆技术
高通量基因克隆技术（Gateway Cloning Technology），是由英潍捷基公司在二十世纪九十年代末发明并应用于分子生物学基因克隆的一项专利技术。该技术利用专有的重组序列使得DNA片段能够更有效地被转入质粒当中，可应用于大片段的基因克隆，并且在保持正确阅读框的前提下让不同表达载体间的DNA转移成为可能。
这一技术在插入的目的DNA片段两端整合att L1和att L2两个侧端重组序列（Flanking Recombination Sequence），来构建一个类似通道的结构并称之为“入门克隆”（Gateway Entry Clone）。据英濰捷基宣称Gateway技术使用99%有效且可逆的一小组重组反应 ，如此使得基因克隆不同于传统的限制性内切酶方法，避免了目的片段内存在切点的问题而使得大片段DNA保持其完整性，大大提高了克隆效率，常应用于大规模的DNA片段整合进同一种表达载体，因此称之为高通量基因克隆技术。